# IC 4898
IC 4898 је ознака објекта на координатама са ректансцензијом 19h 47m 46,0s и деклинацијом - 33° 19" 0'. Открио га је Луис Свифт, 16. августа 1897. Каснијим посматрањима на том положају није уочен никакав астрономски објекат.